# Jegor Igorewitsch Dugin
Jegor Igorewitsch Dugin (russisch Егор Игоревич Дугин; * 4. November 1990 in Tscheljabinsk, Russische SFSR) ist ein russischer Eishockeyspieler, der zuletzt beim HK Traktor Tscheljabinsk aus der Kontinentalen Hockey-Liga unter Vertrag stand.

## Karriere
Jegor Dugin begann seine Karriere als Eishockeyspieler in seiner Heimatstadt in der Nachwuchsabteilung des HK Traktor Tscheljabinsk, für dessen zweite Mannschaft er von 2007 bis 2009 in der drittklassigen Perwaja Liga aktiv war. Parallel kam er in der Saison 2008/09 in der Wysschaja Liga, der zweiten russischen Spielklasse, für die Profimannschaft von Juschny Ural Orsk zum Einsatz.
Ab der Saison 2009/10 spielte Dugin parallel für die Profimannschaft des HK Traktor Tscheljabinsk in der Kontinentalen Hockey-Liga und für dessen Juniorenmannschaft in der multinationalen Nachwuchsliga Molodjoschnaja Chokkeinaja Liga. Zwischen 2012 und Dezember 2013 spielte er dann ausschließlich für die Profimannschaft des HK Traktor, wobei seine Leistungen in der Saison 2013/14 stagnierten. Daher transferierte der Klub Dugin an den HK Dynamo Moskau und erhielt im Gegenzug eine finanzielle Entschädigung. In den folgenden zwei Spieljahren absolvierte er über 40 KHL-Partien für den Klub, ehe er im Oktober 2015 zu Admiral Wladiwostok wechselte.
Weitere Stationen waren erneut HK Dynamo Moskau, Torpedo Nischni Nowgorod, HK Sibir Nowosibirsk und in der Saison 2018/19 abermals sein Heimatverein Traktor Tscheljabinsk.

## Statistik
(Stand: Ende der Saison 2016/17)